# Oenanthe diversifolia
Oenanthe diversifolia är en flockblommig växtart som beskrevs av Joseph Dulac. Oenanthe diversifolia ingår i släktet stäkror, och familjen flockblommiga växter. Inga underarter finns listade i Catalogue of Life.